# Lydontopa
Lydontopa là một chi bướm đêm thuộc phân họ Tortricinae của họ Tortricidae.

## Các loài
- Lydontopa polydonta Razowski & Pelz, 2003